# Письменный, Александр Григорьевич
Алекса́ндр Григо́рьевич Письме́нный (1909—1971) — русский советский писатель, военный корреспондент, техник-строитель, конструктор.

## Биография
Родился 22 августа (4 сентября) 1909 года в Бахмуте (ныне Донецкая область, Украина) в семье инженера Григория Иосифовича Письменного. Работал с 16 лет слесарем, агентом по распространению книг, техником-строителем, конструктором, журналистом.
Публиковался с 1928 года. Первая книга вышла в 1938 году, тогда же принят в СП СССР.
В 1930—1934 годах учился на литературном факультете МГУ имени М. В. Ломоносова, в 1935 году окончил редакционно-издательский факультет Московского полиграфического института. С 1942 года работал в качестве военного корреспондента в журнале «Знамя» и газеты «Гудок» на Западном фронте. В 1943—1945 годах был военным корреспондентом газеты «Сталинский воин» на Северо-Западном фронте.

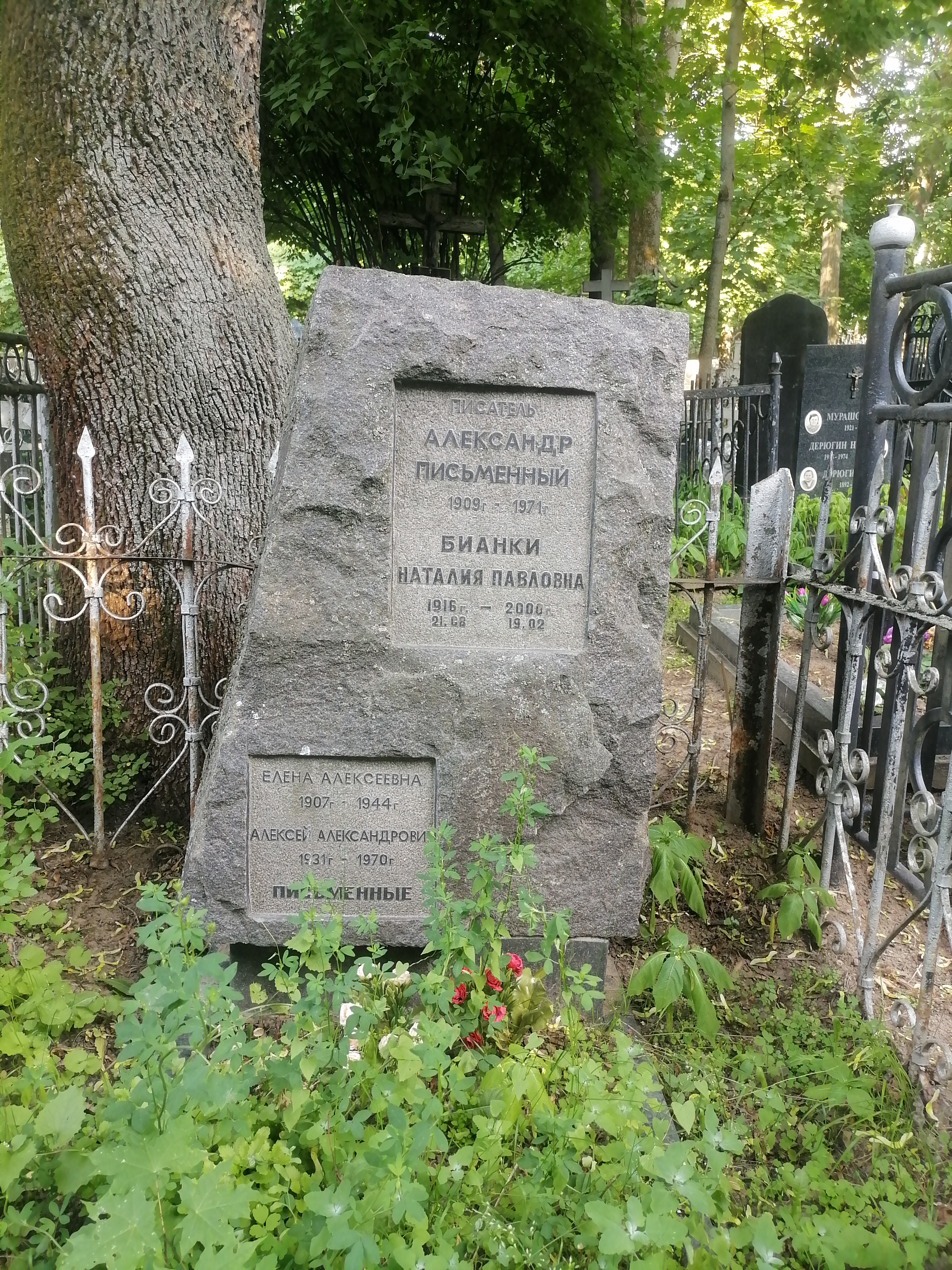
Могила на Ваганьковском кладбище

Умер 22 августа 1971 года в Москве. Похоронен на Ваганьковском кладбище (участок № 2).

### Семья
- жена — журналист Бианки, Наталья Павловна (1916—2000).
  - сын — скульптор Алексей Письменный (1931—1970), покончил с собой.

## Сочинения
- На Глуховке за 20 лет, 1937
- В маленьком городе, 1938; 2-е изд. — 1956 (роман)
- Через три года, 1939 (сборник рассказов)
- Край земли, 1943 (повесть)
- Поход к Босфору, 1946 (повесть)
- Приговор, 1952 (роман)
- Две тысячи метров над уровнем моря, 1958 (повесть)
- Большие мосты, 1965 (роман)
- Рукотворное море, 1978 (сборник)
- Фарт. Дневники, письма, рассказы, 1980
- Ничего особенного не случилось, 1975 (повесть и рассказы)

### Экранизации
- Нарушенный покой — по повести «Две тысячи метров над уровнем моря»